# Mordecai Midas
Mordecai Midas es el nombre de un personaje ficticio del universo Marvel, villano de Iron Man.

## Biografía ficticia
Mordecai Midas nació en Atenas, Grecia, y fue un niño hambriento en Europa. Se convirtió en un magnate de negocios multimillonarios, decidido a trasnformarse en el hombre más rico del mundo. 
Midas rescató a Whitney Frost de un barco hundido y le dio una máscara de oro para que ocultara su rostro con cicatrices, luego la utilizó como asistente. Midas envió a Whitney, como Madame Máscara, para que saboteara las Industrias Stark, con la esperanza de matar a Stark (y su alter ego Iron Man), y de ese modo apoderarse del negocio después de que el primo de Tony, Morgan Stark, heredara. Midas capturó a Iron Man, pero Madame Máscara se enamoró de Stark y lo liberó. Iron Man y Midas lucharon, en medio del conflicto la silla de Midas se dañó y provocó la explosión de su base.
Mucho más tarde, Midas tomó el control de Stark Internacional. Luchó contra Iron Man, Madame Máscara, El Guardia, Jack of hearts, Eddie March, Wraith (Brian DeWolff), Jasper Sitwell y Jean DeWolff. Midas descubrió la identidad secreta de Iron Man, pero fue reducido por los poderes mentales de Marianne Rodgers y se convirtió en paciente en un hospital psiquiátrico.
Años después, Iron Man volvió a Grecia para investigar la muerte de un investigador privado que había sido contratado para averiguar quién robaba los envíos de oro con destino a Empresas Stark. Iron Man se encontró con una base de submarinos que ocultaba a los centuriones de Midas. Luego de ser derrotado por Iron Man, Midas, que se había convertido en un ser viviente de oro por efecto secundario de la intervención síquica de Marianne Rodgers, trató de escapar en un vehículo pilotado por uno de sus centuriones. Su peso en oro provocó que se hundiera en el océano e iron Man trató de encontrarle. Un cortocircuito provocó que Midas se hundiera en el fango.

## Poderes y habilidades
Mordecai Midas, que se viste a la usanza de la antigua Grecia, y posee una gran envergadura física, apoya su peso con el uso de un exoesqueleto construido por sus científicos. Él utiliza un trono que funciona como aerodeslizador y posee diversos dispositivos mecánicos y armas, dos brazos mecánicos, por ejemplo, dos pequeños misiles, y una docena de armas que arrojan descargas de alta intensidad. Midas utiliza guantes que funcionan con unidades de energía desarrolladas por Abraham Klein, dándole el "toque dorado", el cual le permite paralizar el sistema nervioso de una persona mientras una capa de oro que se endurece rápidamente le recubre. Los guantes también disparan ráfagas eléctricas y dan el toque dorado a distancias cortas.